# Talang Lindung (Sungai Penuh)
Talang Lindung is een bestuurslaag in het regentschap Sungai Penuh van de provincie Jambi, Indonesië. Talang Lindung telt 1197 inwoners (volkstelling 2010).